# Tora Torbergsdatter
Tora Torbergsdatter (nar. 1025) manželka norského krále Haralda III. Je také možné, že se stala i švédskou nebo dánskou královnou.
Tora Torbergsdatter se narodila v norském Giske do mocného rodu Giskeætte jako dcera Torberg Arnesona (asi 1000–1050) a Ragnhild Erlingsdatter. Za Haralda III. se vdala v roce 1048, ačkoliv Harald se již během zimy 1043–1044 oženil s Alžbětou Kyjevskou, dcerou Jaroslava Moudrého. Toto manželství zřejmě vzniklo kvůli vytvoření pouta mezi Haraldem a rodinou Tory.
Manželství Haralda a Alžběty Kyjevské zdokumentoval pouze básník Stuv Blinde, o jejím pobytu v Norsku žádné dokumenty nejsou. Je tedy možné, že Alžběta zůstala ve své domovině nebo že zemřela cestou do Norska. To by však znamenalo, že matkou Haraldových dcer Marie a Ingegerdy by byla Tora, což není považováno za pravděpodobné. Marie byla zasnoubená s Øysteinem Orre fra Giske, který by v takovém případě byl jejím strýcem. Je možné, že Tora byla Haraldova konkubína, ne manželka. Tora se každopádně stala matkou Haraldových synů, pozdějších králů Olafa III. Kyrreho a Magnuse II. Haraldssona.
V roce 1066 Harald zahájil invazi do Anglie, během které zemřel. Podle tradičního vyprávění se Alžběta Kyjevská s dcerami vydaly do Anglie společně s Haraldem a Marie zemřela, když se dozvěděla o otcově smrti. Alžběta s druhou dcerou Ingegerdou se poté vrátily s flotilou do Norska. Během této výpravy musela Alžběta zůstat na Orknejích. Nejstarší ságy však tvrdí, že to byla Tora, ne Alžběta, kdo na této výpravě Haralda doprovázel. Tato verze je také pokládána za pravděpodobnější, protože Tora byla sestřenicí jarla z Orknejí.
Adam z Brém píše, že matka krále Olafa III. se znovu provdala buď za Svena II. Dánského nebo nejmenovaného švédského krále, ale toto není potvrzeno. Není také jasné, jestli je tím myšlena skutečná Olafova matka Tora nebo jeho nevlastní matka Alžběta. Rok jejího úmrtí je neznámý.